# Paya Dua Ujong
Paya Dua Ujong is een bestuurslaag in het regentschap Aceh Utara van de provincie Atjeh, Indonesië. Paya Dua Ujong telt 287 inwoners (volkstelling 2010).